# Archytas angrensis
Archytas angrensis är en tvåvingeart som beskrevs av Guimaraes 1963. Archytas angrensis ingår i släktet Archytas och familjen parasitflugor. Inga underarter finns listade i Catalogue of Life.